# 懷爾德凱特鎮區 (印地安納州蒂普頓縣)
懷爾德凱特鎮區（英語：Wildcat Township）是位於美國印地安納州蒂普頓縣的一個行政鎮區。

## 地方資料
根據2010年美國人口普查的數據，懷爾德凱特鎮區的面積為90.20平方千米，當中陸地面積為90.20平方千米，而水域面積為0.00平方千米。當地共有人口1421人，而人口密度為每平方千米15.75人。